# Superallsvenskan i ishockey
Superallsvenskan i ishockey spelades från 2000 till 2005 under andra halvan av säsongen, med åtta lag från Allsvenskan, de fyra främsta lagen i Allsvenskan Norra och de fyra främsta lagen i Allsvenskan Södra efter deras respektive grundserier under första halvan av säsongen. Superallsvenskan motsvarade den serie som 1983-1999 hette Allsvenskan, och spelades under andra halvan av säsongen.
Superallsvenskan omfattade 14 omgångar. De två främsta lagen gick vidare till Kvalserien. De fyra följande placeringarna, 3-6, ledde till Playoff 1. De två sist placerade lagen hade spelat färdigt för säsongen, men återfanns i Allsvenskan efterkommande säsong.

## Säsonger
2000 | 
2001 | 
2002 | 
2003 | 
2004 | 
2005